# فيكتور س. هيو
فيكتور س. هيو (بالإنجليزية: Victor Clarence Vaughan)‏ هو جراح أمريكي، ولد في 1851، وتوفي في 1929.